# NGC 4853
NGC 4853 is een elliptisch sterrenstelsel in het sterrenbeeld Hoofdhaar. Het hemelobject werd op 13 april 1831 ontdekt door de Britse astronoom John Herschel.

## Synoniemen
- UGC 8092
- DRCG 27-43
- MCG 5-31-48
- IRAS 12561+2752
- ZWG 160.68
- 2ZW 67
- KUG 1256+278B
- PGC 44481